# Linjen, Kimitoön
Linjen med Jeppan är en ö i Finland. Den ligger i Skärgårdshavet och i kommunen Kimitoön i den ekonomiska regionen  Åboland i landskapet Egentliga Finland, i den sydvästra delen av landet. Ön ligger omkring 37 kilometer söder om Åbo och omkring 140 kilometer väster om Helsingfors.
Öns area är 6,8 hektar och dess största längd är 450 meter i nord-sydlig riktning.

## Delöar och uddar
- Linjen 60°07′10″N 22°24′00″Ö / 60.1194°N 22.3999°Ö
- Jeppan 60°07′18″N 22°24′05″Ö / 60.12168°N 22.40135°Ö